# Mars, Semenivka
Mars (în ucraineană Марс) este un sat în comuna Ivanivka din raionul Semenivka, regiunea Cernihiv, Ucraina.

## Demografie
Componența lingvistică a localității Mars
     Ucraineană (100%)
Conform recensământului din 2001, toată populația localității Mars era vorbitoare de ucraineană (100%).